# La tormenta en el mar de Galilea
La tormenta en el mar de Galilea es una obra del pintor holandés Rembrandt, pintada hacia 1633, que se exhibía en el Museo Isabella Stewart Gardner de Boston, Massachusetts, Estados Unidos. 

## Descripción
La pintura muestra uno de los primeros milagros de Jesús, concretamente el narrado en el evangelio de San Marcos, capítulo cuarto, cuando Jesús calmó las aguas en una tormenta en el mar de Galilea. Se trata de la única marina del genial pintor holandés. Es una obra de juventud en la que Rembrandt se autorretrata en una de las catorce personas que ocupan el bote, concretamente el que sujeta la cuerda del mástil y mira hacia el espectador.

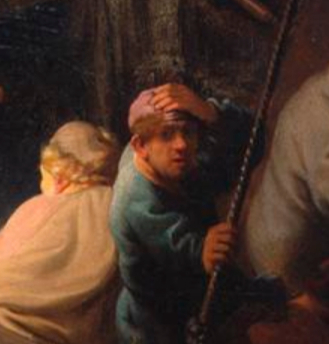
Detalle de la pintura en la que se observa el autorretrato de Rembrandt

En la obra se visibiliza un bote inestable por la tormenta en el mar de Galilea. Aparece Jesús rodeado por sus apóstoles y la presencia de otro personaje, se trata de Rembrandt en la parte central del cuadro.
En esta escena, Jesús, se distingue por su rostro sereno y tranquilo, les pide a sus apóstoles que demuestren su fe ante el peligro. A la izquierda, Rembrandt presenta a un grupo de discípulos que se encuentran luchando contra la tormenta; a la derecha se ubica otro grupo que rodea a Jesús y se muestran más tranquilos ante la situación.
En el cuadro, no se refleja el momento exacto en el que ocurre el milagro. En cambio, es posible observar una situación de crisis, que retrata el momento en que Jesús se muestra tranquilo ante la tempestad e invita a sus apóstoles a no sentirse amenazados.

## Robo de la obra
Esta obra fue robada en la madrugada del 18 de marzo de 1990. Los ladrones se disfrazaron de policías y robaron el cuadro y otras 12 obras de arte, en el que es considerado el mayor robo de obras de arte sin resolver de la historia. 
Hay una recompensa de 9 millones de euros para quien pueda dar datos fidedignos sobre el paradero de estas obras.